# کایا کینکل
کایا کینکِل (Kaya Kinkel) (متولد ۱۹۸۷) سیاستمدار آلمانی اتحاد ۹۰/سبزها است که از سال ۲۰۱۷ به عنوان نماینده مجلس ایالتی هسن مشغول به کار است.

## زندگی
کایا کینکل دیپلم دبیرستان خود را درشهر روتنبورگ آن در فولدا به پایان رساند. او در مقطع لیسانس در دانشگاه دانشگاه فنی ایلمناو در رشته بازرگانی رسانه تحصیل کرد و سپس به دانشگاه کاسل رفت واز آنجا با مدرک کارشناسی ارشد در "مدیریت پایدار" فارغ التحصیل شد.او پس از فارغ التحصیلی در شهرداری شهر کاسل مشغول به کار شد.

## سیاست
کینکل عضو اتحاد ۹۰/سبزها و رهبر گروه پارلمانی حزبش در شورای منطقه هرسفلد-رتنبورگ است. او در ۱ اکتبر ۲۰۱۷ جایگزین کای کلوزه مجلس ایالتی هسن شد. در انتخابات ایالتی هسن در سال ۲۰۱۸ به عنوان نامزد در حوزه انتخابیه هرسفلد شرکت کرد و دوباره از طریق لیست انتخاباتی حزب خود وارد پارلمان شد.
او در مجلس ایالتی عضو کمیته اقتصاد، انرژی، حمل و نقل و مسکن است.Save translation
در دسامبر ۲۰۲۲، اعضای اتحاد ۹۰/سبزها کایا کینکل را به عنوان نامزد حوزه انتخابیه ۱۱ هرسفلد برای انتخابات ایالتی بعدی در سال ۲۰۲۳ انتخاب کردند.

## لینک های خارجی
- Website von Kaya Kinkel
- Landtag Hessen Kaya Kinkel